# Aleksander Michał Sapieha
Aleksander Michał Sapieha (Vysokae, 12 settembre 1730 – Varsavia, 28 maggio 1793) è stato un nobile e politico polacco.

## Biografia
Era il figlio di Kazimierz Jan Sapieha, e di sua moglie, Karolina Teresa Radziwiłł. 

## Carriera
Dopo la morte del padre andò sotto la tutela dello zio, il vescovo Józef Stanisław Sapieha, grazie al quale deve la sua ascesa alla vita pubblica: deputato per Wiłkomierz nel 1746, maresciallo delle elezioni del sejm di Vilnius nel 1747, o la nomina a maggiore generale dell'esercito lituano nel 1750. Fu deputato della contea di Vilnius al Seym del 1750. Nel 1753 fu nominato voivodo di Połack. 
Nel 1762 fu nominato Hetman dell'esercito lituano, anche se il fattore decisivo qui fu probabilmente la storia d'amore tra sua moglie con il figlio del primo ministro di Augusto III, Alois Friedrich von Brühl. 
Durante le elezioni del 1763-1764, si oppose brevemente alla candidatura di Stanisław August Poniatowski, schierandosi dalla parte di Karol Stanisław Radziwiłł. Tuttavia, si unì rapidamente alla famiglia e divenne membro della confederazione generale del Granducato di Lituania nel 1764.
Si è comportato passivamente nei confronti della Confederazione di Bar, permettendo ad alcune delle sue truppe di spostarsi dalla parte confederata. Convocato a Varsavia nel 1771, accettò di assumersi la responsabilità della lealtà dell'esercito lituano. Nonostante non abbia giurato fedeltà a Caterina II come sovrana del territorio su cui si trovava la sua proprietà dopo la Prima divisione, grazie al suo atteggiamento conservatore negli anni precedenti, nessuna delle sue proprietà gli è stata tolta.
Grazie ad un atteggiamento conciliante e servile nei confronti dell'ambasciatore russo, Stackelberg ottenne la carica di Gran Cancelliere della Lituania nel 1775. Come ministro, era politicamente inattivo, parlando sporadicamente su questioni importanti per il paese.
È stato giudice del Sejm per i seguenti mandati: 1782, 1785, 1787.
Era un membro della confederazione del Sejm dei Quattro Anni. Nel 1789 divenne maresciallo del Tribunale centrale del Granducato di Lituania.
Nominato da Caterina II maresciallo della confederazione filo-russa, Aleksander Michał non aveva fretta di assumere questa funzione. Il 10 agosto, è entrato a far parte della Confederazione di Targowica.
Finanziò il teatro di corte a Różana e Dereczyn. Ha fondato la più grande scuola di musica, opera e balletto nella Repubblica di Polonia.

## Matrimonio
Sposò, il 27 dicembre 1756, Magdalena Agnieszka Lubomirska (1739-1780), figlia di Antoni Benedykt Lubomirski. Essendo una persona carina e molto ambiziosa, ebbe un'influenza significativa su suo marito. Era innamorata del conte Alois Friedrich von Brühl ed era una delle preferite di Stanislao II Augusto, da cui ebbe una figlia, Costanza (1768-1844) e un figlio, Michele (1770-1828). A causa di questa circostanza, Sapieha ha rifiutato a lungo di riconoscere il figlio più giovane Franciszek come suo. Ebbero sette figli:
- Kazimierz (1757-1758);
- Anna Teofila Sapieha (1758-1813), sposò in prime nozze Hieronim Janusz Sanguszko e in seconde nozze Seweryn Potocki;
- Karolina Sapieha (1759-1814), sposò in prime nozze Teodor Potocki e in seconde nozze Stanisław Sołtyk;
- Marianna Katarzyna Sapieha (1760—?), sposò in prime nozze Jan Sollogub e in seconde nozze Ignacy Puzyna;
- Amelia Emilia Sapieha (1762-1835), sposò František Yelsky;
- Franciszek Sapieha (1772-1829).